# 29210 Robertbrown
29210 Robertbrown este o planetă minoră (asteroid), cu un diametru de 9,077 km, din centura de asteroizi. A fost descoperită pe 4 septembrie 1991 la Observatorul La Silla de Eric Walter Elst. 
Obiectul prezintă o orbită caracterizată de o semiaxă mare de 2,8125139 UAi, o excentricitate de 0,17, o înclinație de 12,72484 ° în raport cu ecliptica.